# Enrique O'Donnell Joris
Enrique O'Donnell Joris (Zamora, 20 de gener de 1816 - Madrid, 1 de juny de 1869) fou un militar i polític espanyol, germà de Leopoldo O'Donnell, diputat a Corts durant el regnat d'Isabel II d'Espanya.
La seva família era d'origen irlandès, descendents del cabdill Calvagh O'Donnell. Ingressà a l'exèrcit, on assolí el grau de tinent general i fou nomenat capità general de Castella la Nova.
S'inicià en política com a diputat el 1858 pels districtes de Llucena i Mota del Marqués (província de Valladolid). Fou novament elegit diputat per Llucena el 1864 i per Castelló el 1865. Després de la revolució de 1868 va presentar-se a les eleccions generals espanyoles de 1869 amb la coalició monàrquica-progressista pel districte de Llucena. Va morir sis mesos després d'ocupar l'escó.